# Battaglia di Pierre Noires
La battaglia di Pierre Noires fu uno scontro navale avvenuto il 5 luglio 1944, nel quadro dell'operazione Alleata "Dredger", al largo della città francese di Brest tra alcuni cacciatorpediniere della Royal Canadian Navy ed un U-Boot tedesco, scortato da alcuni pattugliatori; le navi canadesi riuscirono ad affondare un pattugliatore tedesco ed a danneggiarne un altro ma il sommergibile riuscì a fuggire.

## Contesto storico
Il porto di Brest era un'importante base tedesca di U-Boot sin dalla caduta della Francia e la sua liberazione era uno degli obiettivi dell'operazione Overlord. Con l'aumentare dell'efficacia della campagna anti sottomarino Alleata era diventata essenziale per gli U-Boot in partenza dal porto avere una scorta di superficie. La Kriegsmarine tedesca spesso impiegava i pattugliatori "vorpostenboot" per portare a termine questo compito, e col tempo queste imbarcazioni svilupparono una reputazione tra le flotte Alleate.

Il 5 luglio 1944 l'Escort Group 12 e l'Escort Group 14 furono schierati nelle vicinanze di Brest come parte dell'operazione Dredger; l'EG 12, costituito dai cacciatorpediniere della classe River HMCS Saskatchewan, HMCS Qu'Appelle, HMCS Skeena e HMCS Restigouche, era incaricato di intercettare le navi che scortavano gli U-Boot, mentre l'EG 14 avrebbe pattugliato ulteriormente al largo per intercettare qualsiasi U-Boot che fosse riuscito a fuggire.

## La battaglia
L'U-741 salpò da Brest il 5 luglio 1944 scortato da 4 vorpostenboot ma venne scoperto dai radar dell'escort group 12, guidato dal HMCS Qu'Appelle, e questo partì all'inseguimento alla velocità di 30 nodi. Le due parti si ingaggiarono nelle vicinanze del faro di Pierres Noires in tarda serata. L'oscurità, combinata con l'incertezza sulla effettiva consistenza delle forze tedesche, e la distanza ravvicinata, in cui le navi si impegnarono a vicenda, annullarono i vantaggi in termini di velocità e armamento di cui godeva l'EG 12 e l'U-741 riuscì a fuggire. Il vorpostenboot V-715, nonostante avesse causato qualche danno a tutte le navi canadesi, venne affondato, mentre un altro venne pesantemente danneggiato, le forze restanti fecero rientro a Brest. Il gruppo EG 12 rientrò a Portsmouth per le riparazioni.

## Eventi successivi
L'Operazione Dredger proseguì con ulteriori infiltrazioni navali Alleate nel golfo di Biscaglia, ingaggiando gli U-Boot e le loro scorte nelle loro acque domestiche. L'U-741 fu affondato nel canale della Manica il 15 agosto, pochi giorni dopo l'inizio dell'assedio di Brest da parte delle forze americane; l'ultimo U-boot partì il 4 settembre, poco prima che gli americani occupassero la città il 19 settembre, il HMCS Skeena si perse in una tempesta al largo dell'Islanda il 25 ottobre, l'unica nave del gruppo EG 12 a non sopravvivere alla guerra.